# Đảng Tự do Cuba
Đảng Tự do Cuba (tiếng Tây Ban Nha: Partido Liberal de Cuba) là một trong những chính đảng lớn ở Cuba từ năm 1910 cho đến Cách mạng Cuba vào cuối thập niên 1950, khi đảng này bị buộc phải lưu vong. Đảng kế nhiệm hiện nay mang tên Đảng Tự do Dân tộc Cuba, vốn là thành viên của Quốc tế Tự do, được thành lập vào năm 2004. 

## Lịch sử

### Chính phủ Tự do
Được thành lập với tên gọi là Đảng Tự do Tự chủ (tiếng Tây Ban Nha: Partido Liberal Autonomista, PLA), vào năm 1878 và đến năm 1898 thì đổi tên, đảng này lần đầu tiên tham gia tranh cử vào năm 1910, khi giành được 23 trong số 41 ghế trong cuộc bầu cử giữa nhiệm kỳ. Họ để thua cuộc bầu cử năm 1912 trước liên minh Conjunción Patriótica, và tiếp tục về nhì trong các cuộc bầu cử năm 1914, 1916 (qua đó họ giành được cùng số ghế tại Hạ viện như Đảng Bảo thủ Quốc gia, nhưng chiếm được ít ghế hơn tại Thượng viện) và 1918.
Trong cuộc bầu cử năm 1920, Alfredo Zayas y Alfonso của Đảng Tự do đã giành chiến thắng trong cuộc bầu cử tổng thống, mặc dù đảng này để thua trong cuộc bầu cử nghị viện trước Liên minh Dân tộc. Họ vẫn tiếp tục giành chiến thắng trong cuộc bầu cử giữa nhiệm kỳ năm 1922. Đối với cuộc bầu cử năm 1924, đảng này bèn thành lập liên minh với Đảng Bình dân Cuba. Gerardo Machado của liên minh này sau cùng đã thắng cử tổng thống, đồng thời cũng thắng cả hai cuộc bầu cử Thượng viện và Hạ viện.
Năm 1928, Cuba tiến hành tổ chức cuộc bầu cử Quốc hội Lập hiến mà qua đó đảng này giành được 29 trong số 55 ghế. Đảng cũng giành chiến thắng trong cuộc bầu cử giữa nhiệm kỳ năm 1930 và 1932. Đối với cuộc tổng tuyển cử năm 1936, đảng này là một phần của Liên minh Ba đảng, cùng với Liên minh Quốc gia và Hành động Cộng hòa, giành chiến thắng trong cả cuộc bầu cử tổng thống (với Miguel Mariano Gómez là ứng cử viên) và bầu cử nghị viện. Đảng Tự do vẫn tiếp tục phần thắng trong cuộc bầu cử giữa nhiệm kỳ năm 1938.

### Đảng Tự do thất thế
Trong cuộc tổng tuyển cử năm 1940, đảng này một lần nữa là một phần của liên minh giữa Liên minh Xã hội chủ nghĩa Nhân dân, cùng với Liên minh Cách mạng Cộng sản, Hành động Cấp tiến, Hiệp hội Dân chủ Quốc gia và Đảng Dân chủ Cộng hòa. Fulgencio Batista của liên minh đã thắng trong cuộc bầu cử tổng thống, trong khi Đảng Tự do đứng thứ hai trong cuộc bầu cử Hạ viện. Đảng này đã giành được 21 ghế trong cuộc bầu cử giữa nhiệm kỳ năm 1942, ngang bằng với Đảng Dân chủ.
Cuộc tổng tuyển cử năm 1944 chứng kiến đảng này về nhì trong cuộc bầu cử Hạ viện, với thành tích tương tự trong cuộc bầu cử giữa nhiệm kỳ năm 1946. Đối với cuộc tổng tuyển cử năm 1948, đảng này đã đưa ra một ứng cử viên chung với Đảng Dân chủ, nhưng để thua Carlos Prío Socarrás của Đảng Auténtico-Cộng hòa. Đảng này cũng về nhì trong cuộc bầu cử nghị viện.
Một liên minh với Đảng Dân chủ và Đảng Tự do đã giành chiến thắng trong cuộc bầu cử giữa nhiệm kỳ năm 1950. Tuy vậy, trong cuộc bầu cử năm 1954, đảng này liên minh chống lại Partido Auténtico cùng với Đảng Hành động Cấp tiến, Liên minh Cấp tiến và Đảng Dân chủ Cộng hòa, đề cử Batista thắng cử làm ứng cử viên tổng thống của họ. Đảng Tự do đứng thứ hai trong cuộc bầu cử Hạ viện sau Đảng Hành động Cấp tiến.